# Zonosaurus laticaudatus
Zonosaurus laticaudatus is een hagedis uit de familie schildhagedissen (Gerrhosauridae). De soort is endemisch in Madagaskar.

## Uiterlijke kenmerken
Zonosaurus laticaudatus kan een lengte bereiken van 50 centimeter inclusief de lange staart. De hagedis lijkt verder sterk op de verwante soort Zonosaurus maramaintsoa De hagedis vangt zijn prooi met zijn bek, waarop hij zijn tong gebruikt om het in zijn keel te duwen.

## Verspreiding en habitat
Zonosaurus laticaudatus komt enkel voor op het Afrikaanse eiland Madagaskar en is in het westen van het eiland een talrijke en wijdverbreide soort. Hij is ook in Ambatotsirongorongo en Petriky aangetroffen in het zuidoosten van Madagaskar. De hagedis leeft in droge (gedegradeerde) wouden en plantages. De soort is op de Rode Lijst van de IUCN opgenomen als 'niet bedreigd' (LC of Least Concern).

## Taxonomie
De soort werd in 1869 voor het eerst door Alfred Grandidier geldig gepubliceerd als Gerrhosaurus laticaudatus. Er zijn geen genetische verschillen bekend tussen Zonosaurus laticaudatus en Z. anelanelany, een soort die voorkomt in het zuidoosten van het eiland. Ze vertonen echter wel verschillen in hun uiterlijk. Er wordt onderzocht of het dezelfde soort betreft.